# Sagartiomorphe
Sagartiomorphe is een geslacht van zeeanemonen uit de klasse van de Anthozoa (bloemdieren).

## Soort
- Sagartiomorphe carlgreni Kwietniewski, 1898